# Фелікс Гуен
Феликс Жан Гуен (фр. Félix Gouin; 4 жовтня 1884, м. Пейпен (департамент Буш-дю-Рон) — 25 жовтня 1977, Ніцца) — французький політик і державний діяч, прем'єр-міністр Франції впродовж п'яти місяців (26 січня — 24 червня 1946). Почесний член Національних зборів Франції.

## Життєпис
Закінчив школу в Марселі, потім вивчав право в Екс-ан-Провансі.
З 1907 займався адвокатською практикою в Марселі, а з 1914, після початку Першої світової війни вступив на військову службу в Збройні сили Франції.
У 1923 обраний мером міста Істр.
В молоді роки вступив в Соціалістичну партію і у 1924 став депутатом французького парламенту від департаменту Екс-ан-Прованс.
Став помічником Леона Блюма і з 1937 виконував обов'язки віце-голови Групи соціалістів.
Після вторгнення вермахту був у числі 80 депутатів, які голосували проти ліквідації Третьої республіки. Постійно виступав проти режиму Анрі Філіппа Петена.
Був одним з трьох адвокатів, які захищали Леона Блюма на Римському процесі ініційованому Петеном проти своїх політичних ворогів.
Влітку 1942, щоб уникнути нацистських репресій, був змушений втекти через Іспанію до Англії, де приєднався до Шарля де Голля. Очолив парламентську групу в Лондоні, а після висадки військ союзників в Північній Африці був обраний президентом Тимчасової консультативної асамблеї в Алжирі. У 1944 ТКА переїхала до Парижу, і Гуен так само був її керівником.
Після виборів у жовтні 1945 обраний президентом Національної конституційної асамблеї.
Від січня до червня 1946 був головою коаліційного Тимчасового уряду Франції. Після відставки до грудня 1946 залишався у складі уряду на посаді заступника прем'єр-міністра Жоржа Бідо.
У 1947 у кабінеті Поля Рамадьє отримав портфель державного міністра.
В 1956 брав участь як член французької делегації в роботі 11-ї сесії Генеральної Асамблеї ООН у Нью-Йорку (США).
Закінчив свою політичну кар'єру 1958 року, коли разом відмовився від всіх своїх мандатів.
Помер 25 жовтня 1977 в Ніцці.